# Stan Ockers

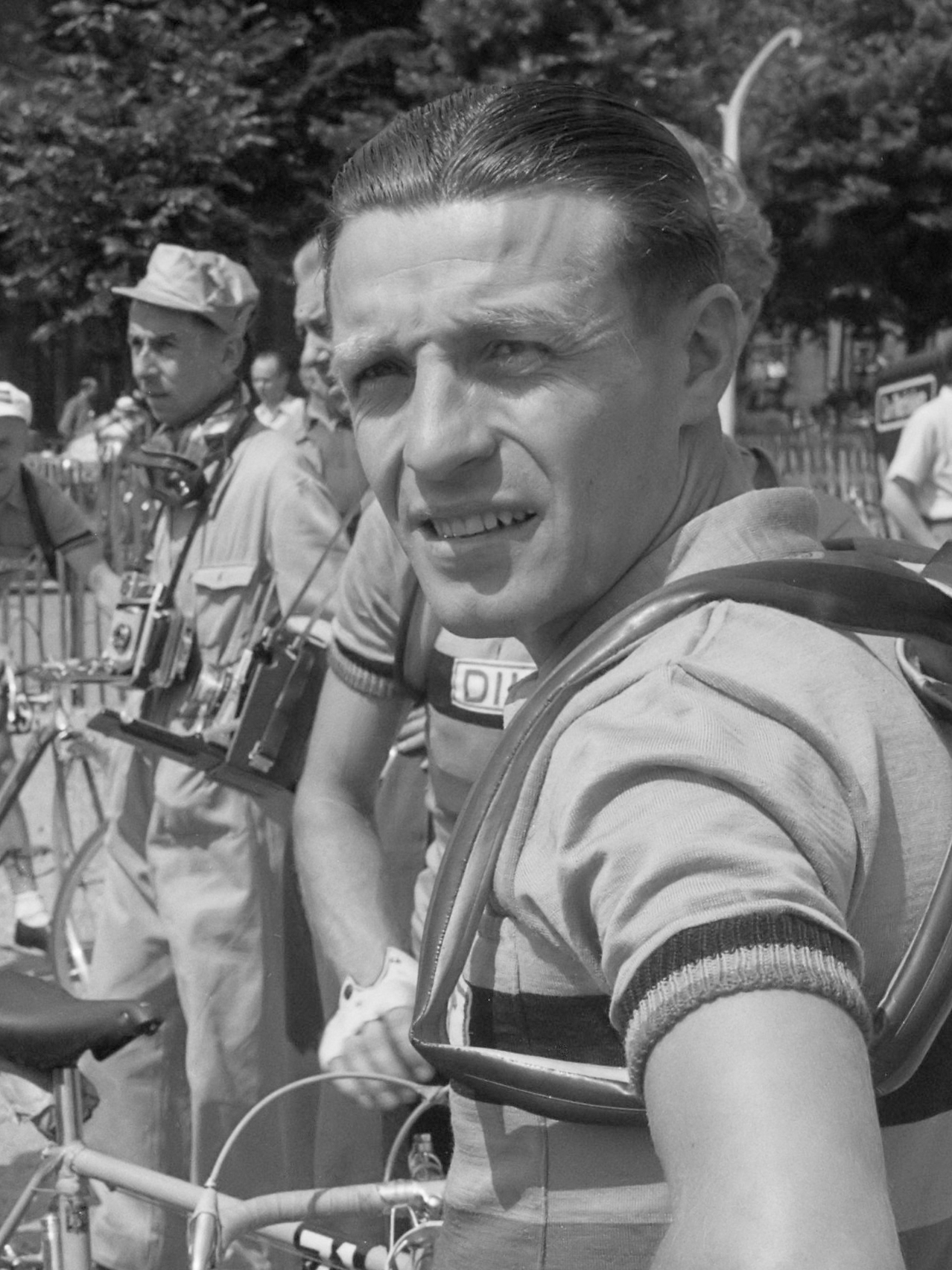
Stan Ockers (1951)

Constant „Stan“ Ockers (* 3. Februar 1920 in Borgerhout; † 1. Oktober 1956 in Antwerpen) war ein belgischer Radrennfahrer.

## Sportliche Laufbahn
Der Allrounder wurde 1941 Radprofi, konnte sich aber erst in den 1950er-Jahren trotz seines Sieges in der Belgien-Rundfahrt 1948 in Szene setzen. Sein weitaus stärkstes Jahr war 1955, als er das Ardennen-Double mit aufeinanderfolgenden Siegen bei den Klassikern La Flèche Wallonne und Lüttich–Bastogne–Lüttich holte. Im gleichen Jahr konnte er zudem die Straßenrad-Weltmeisterschaft im italienischen Frascati für sich entscheiden.
Bei der Tour de France wurde er 1950 und 1952 jeweils Zweiter hinter Ferdy Kübler bzw. Fausto Coppi. 1955 und 1956 gewann er das Trikot des besten Sprinters.

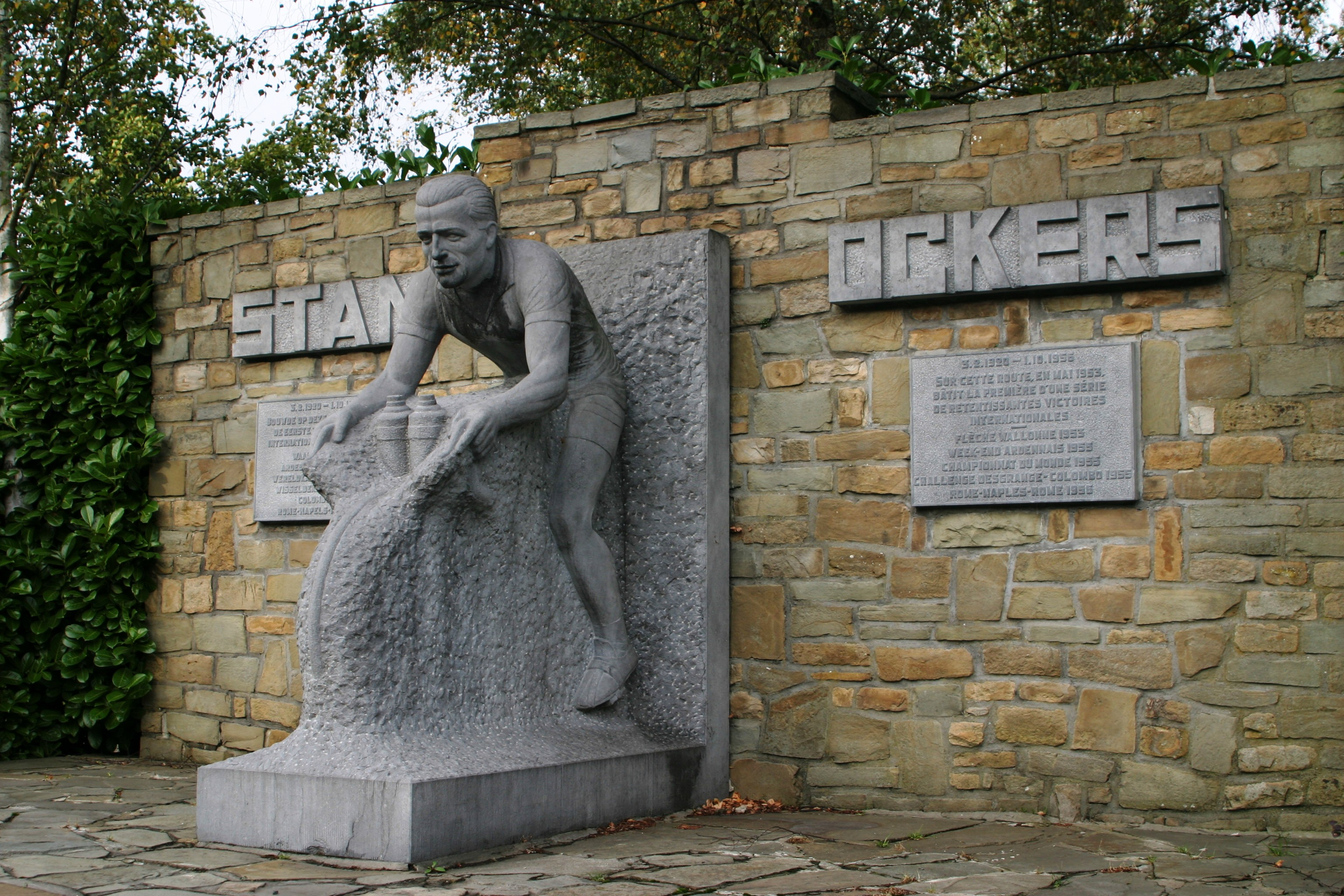
Stan-Ockers-Denkmal auf der Côte des Forges nahe Lüttich

Stan Ockers starb 1956 mit nur 36 Jahren, nach einem Sturz beim Sechstagerennen von Antwerpen, das er zweimal gewonnen hatte. Kurz nach seinem Tod wurde ihm zu Ehren in der Nähe von Lüttich an der Côte des Forges, auf der Strecke des Rennens Lüttich–Bastogne–Lüttich, ein steinernes Denkmal errichtet.